# Wild Forever

Wild Forever (en español: Salvaje para Siempre) es una canción pop-dance interpretada por la cantante británica Sophie Ellis-Bextor, fue lanzada como el tercer sencillo de su sexto álbum de estudio Familia el 13 de enero de 2017, la canción fue escrita por Ellis-Bextor y Ed Harcourt, quien también es el productor del álbum.

## Video Musical
Grabado en Puerto Vallarta, México bajo la dirección de Sophie Muller, Sophie recorre la playa y el hotel donde se encontraba, mientras la vemos lucir un maquillaje y vestuario impecable. El video se estrenó el 16 de enero de 2017 en su canal de Vevo en Youtube

## Lanzamiento
El sencillo fue lanzado el 13 de enero de 2017 en los formatos digital y CD promocional
- CD promocional:[1]

1. Wild Forever (Radio Edit) - 3:36
- Single Digital iTunes:[2]

1. Wild Forever - 4:21
2. Wild Forever (F9 Radio Edit) - 3:12
3. Wild Forever (F9 Extended Mix) - 7:11
- Versión del Álbum:

3. Wild Forever – 4:21